# Allium capitellatum
Allium capitellatum är en amaryllisväxtart som beskrevs av Pierre Edmond Boissier. Allium capitellatum ingår i släktet lökar, och familjen amaryllisväxter. Inga underarter finns listade i Catalogue of Life.